# Andrea Kurth
Andrea Kurth, född den 30 september 1957 i Breitenbrunn i Tyskland, är en östtysk roddare.
Hon tog OS-guld i fyra med styrman i samband med de olympiska roddtävlingarna 1976 i Montréal.